# José Eleodoro Avilés
José Eleodoro Avilés y Zerda (Guayaquil, 3 de julio de 1852 - Ibídem 1 de enero de 1931) fue un político y cultivador de la ciencia histórica.

## Biografía
Nació en la ciudad de Guayaquil, el 3 de julio de 1852, hijo de doña Manuela Zerda y Arias, nacida hacia 1835, fue criado junto con sus dos hermanos por su tío el filántropo Rosendo Avilés, que en agradecimiento adoptaron su apellido. Se casó en la parroquia de La Concepción -Ciudad Vieja- en 1877 con Victoria del Carmen Mejía y Moncayo, bautizada en Guayaquil, el 15 de mayo de 1857 y fallecida el 21 de mayo de 1922, con la cual tuvo varios hijos. En su faceta como cultivador de las ciencias históricas visitó España con el fin de recopilar información referente a Guayaquil en los  viejos archivos, para luego ser entregada a Camilo Destruge. Integró junto con José Antonio Campos Maigon, Otto Von Buchwald, Dr. Modesto Chávez Franco, Dr. Pedro José Huerta, Carlos Matamoros Jara y José Gabriel Pino Roca La Junta de Autoridades y Representantes de Instituciones legales ocurrido en 1929 para tratar sobre el proceso fundacional, su fundador y fecha fundacional, coincidiendo que fue realizada por el Conquistador Capitán Francisco de Orellana el 25 de julio de 1537 al pie del Cerrito Verde hoy Santa Ana. Cuando vino de España, trajo consigo un manuscrito inédito que contenía una reseña sobre la fundación de la ciudad, que le entregó como obsequio a Gabriel Pino Roca. 
Al encontrar un grabado de Belalcazar impreso en la obra titulada "Las Décadas" de Antonio de Herrera (1549-1625) lo mandó hacer pintar en grandes dimensiones para luego donarlo al Museo Municipal. Colaboró en el periódico oficial del Ayuntamiento porteño llamado "Nueve de Octubre" fundado en 1914 junto con Camilo Destruge y José Antonio Campos. Integró como miembro correspondiente del Centro de Investigaciones Históricas fundado en Guayaquil el 9 de julio de 1930, pero a los pocos meses de fundada esta institución falleció en su ciudad natal apareciendo en una nota necrológica en el primer boletín del Centro correspondiente a los años de 1930-1931 diciendo lo siguiente:
Declarar motivo de duelo para el Centro tan sensible acontecimiento. Transcribir este acuerdo a los deudos del finado, como expresión de los sentimientos oficiales del Centro por el vacío que deja uno de los más asiduos cultivadores de la ciencia histórica. I publicarlo por la prensa, como debido homenaje a su memoria. Guayaquil, enero 5 de 1931. El Director, Dr. Carlos A. Rolando.- El Secretario, Gustavo Monroy Garaicoa.

### Cargos que ejerció
- Diputado por el Guayas – 1894 – 1898 – 1899
- Colector de la Compañía Nacional de Teléfonos 1911 a 1931
- Conjuez del Tribunal de Cuentas de Guayaquil
- Miembro de la Junta de Beneficencia de Guayaquil 1902
- Senador por el Guayas – 1912 – 1914 – 1920 – 1922
- Tesorero Cámara de Comercio – Guayaquil 1899
- Miembro de la Cámara de Comercio – 1899
- Comisario de Contabilidad de la Junta de Beneficencia 1903
- Miembro Correspondiente de la Academia Nacional de Historia – 1921
- Interventor Fiscal – 1901
- Consejero C de Guayaquil – 1905
- Secretario de la Junta de Canalización – 1907
- Miembro Correspondiente del Centro de Investigaciones Históricas de Guayaquil – 1930
- Vicepresidente Cámara Diputados – 1899.[7]